# T.S.V. LONGA

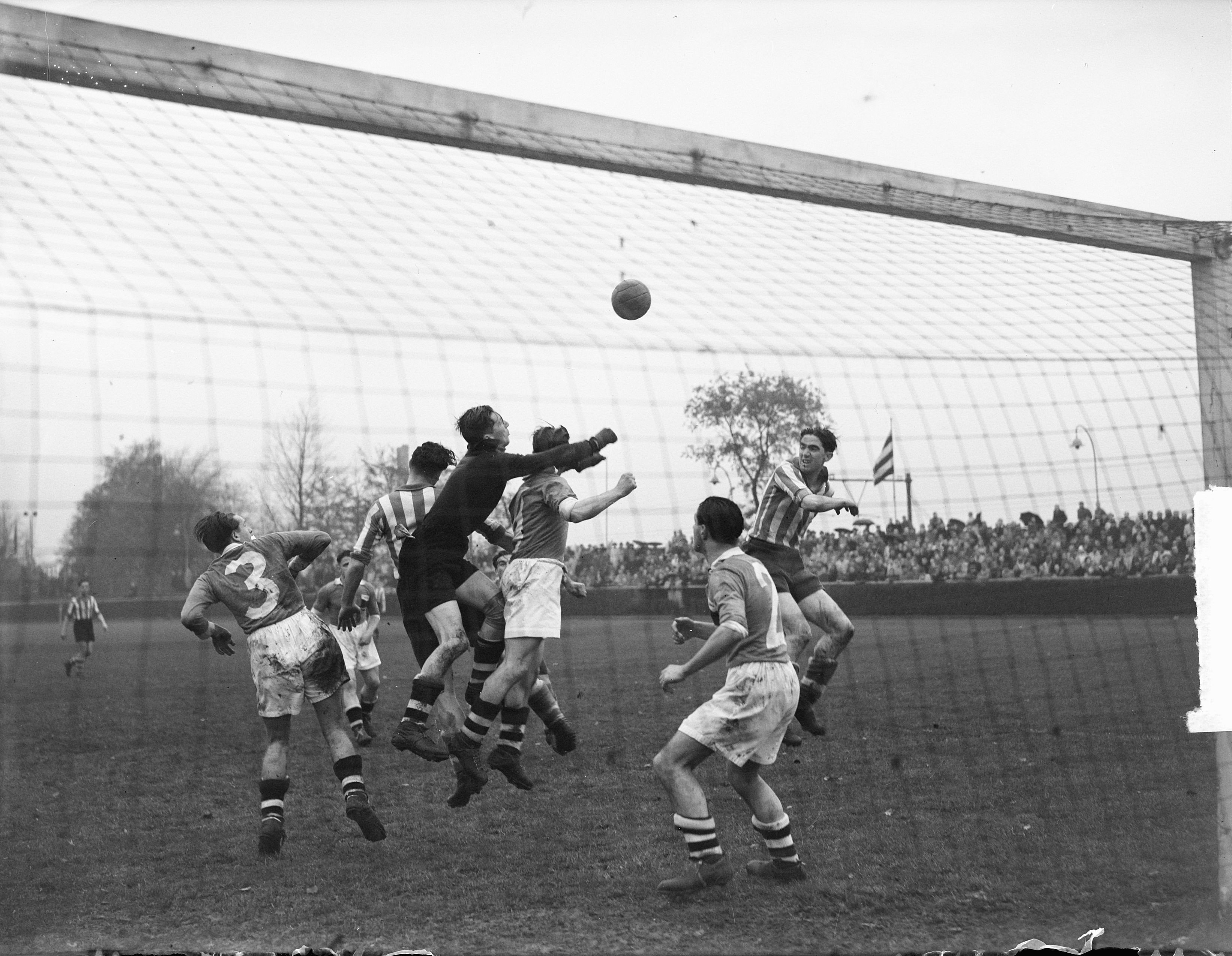
PSV tegen Longa in 1948

TSV LONGA was een Nederlandse amateurvoetbalclub uit Tilburg, opgericht in 1920. Van het seizoen 1954/55 tot en met het seizoen 1964/65 speelde de club in het betaald voetbal. Op 1 juli 2017 fuseerden LONGA, NOAD en RKTVV tot FC Tilburg.

## Oprichting
Longa werd als de Tilburgsche Sportvereeniging L.O.N.G.A. in 1916 opgericht door Harrie van Loon. Hij was procuratiehouder bij de Tilburgse Hanze Bank en begon de club ter beoefening van gymnastiek en atletiek voor alle bankemployés van de Hanzebank. Later werd de in die tijd sterk opkomende voetbalsport toegevoegd en speelde Longa onderlinge voetbalpartijtjes met teams van andere Tilburgse banken, zoals de Amsterdamsche Bank, de Rotterdamsche Bank en de Gelderse Crediet Vereeniging. De teamsport voetballen vergde aanzienlijk meer structuur dan de andere sporttakken en daarom werd hiervoor een op eigen benen staande sportvereniging afgesplitst. Op 8 april 1920 werd de oprichtingsvergadering van deze sportvereniging gehouden en de naam vastgesteld: 'Tilburgsche SportVereeniging Lichaams Ontwikkeling Na Geestes Arbeid' (T.S.V. L.O.N.G.A.).
Longa nam in seizoen 1920-1921 met twee elftallen deel aan de competitie van de Brabantsche Voetbalbond, tegen employees van andere kantoren. Beide teams werden kampioen van hun afdeling. In de promotiecompetitie naar de 3e klasse van de Nederlandse Voetbal Bond (N.V.B.) liet Longa de concurrenten achter zich. Het eerste seizoen in de NVB (1921-1922), werd Longa tweede. De Tilburgers werden in 1922-1923 kampioen en promoveerden naar de 2de klasse van de NVB. In het seizoen 1924-1925 schreef Longa zich voor het eerst in voor deelname aan wedstrijden om de NVB-beker. In het seizoen 1925-1926 werd de club in de competitie ('der 2de klasse') tweede achter PSV en veroverde het de NVB-beker. In seizoen 27-28 promoveerde Longa naar de eerste klasse van de NVB.

## Betaald voetbal
Toen in het seizoen 1954-1955 in Nederland voor het eerst officieel betaald voetbal werd gespeeld, nam Longa daaraan deel in de destijds zo genoemde Eerste klasse A. Dit was een van de vier hoogste klassen in Nederland, waarvan de vier kampioenen na afloop van de competitie tegen elkaar om het landskampioen streden. De Oost-Tilburgse club werd tiende van de vijftien deelnemers in de poule. Het was daarmee meteen weer het kleinere broertje van stadsgenoot Willem II, dat in de Eerste klasse B direct kampioen werd en vervolgens tegen PSV, NAC en FC Eindhoven ook de landstitel won. In het daaropvolgende seizoen 1955-1956 kwam Longa uit in de Eerste Klasse B. Dat was ondanks de naam inmiddels het op-één-na hoogste niveau van Nederland, onder de Hoofdklassen A en B. Longa werd negende.
Vanaf het seizoen 1956-1957 werd het betaald voetbal in Nederland opgedeeld in een Eredivisie, twee Eerste divisies en twee Tweede divisies. Longa nam plaats in de Tweede divisie B en werd daarin derde van de vijftien clubs in de competitie, zes punten achter kampioen RBC. Dat bleek de hoogste positie die de club zou halen tijdens het bestaan als betaaldvoetbalclub. Longa werd in de daaropvolgende jaren een middenmoter in de Tweede Divisie. Zowel in het seizoen 1963-1964 als in 1964-1965 werden de Tilburgers laatste in de Tweede Divisie B. Daarop keerde Longa met ingang van het seizoen 1965-1966 terug naar de amateurafdeling.

## Moderne historie
Longa keerde terug in de destijds hoogste divisie in het zondag amateurvoetbal; de Hoofdklasse C, waar het onder meer tegen RKSV Halsteren, RKSV Margriet, VV Geldrop, SV Meerssen, EHC, SV Limburgia en RKVV Voerendaal speelde. Daaraan kwam in 1995 een eind toen de club degradeerde. Het zakte in de daaropvolgende jaren af naar de derde klasse. In 2005/2006 zette Longa de weg naar boven weer in door kampioen te worden in de derde klasse. Vervolgens won het in 2006/2007 de titel in de tweede klasse E en boekte het in 2007/2008 de derde promotie op rij met een kampioenschap in de eerste klasse C. In 2008/2009 kwam de club uit in de Hoofdklasse B, maar hield het daarin deze keer niet langer dan één seizoen vol.
Op 1 juli 2017 ging LONGA, met twee andere Tilburgse clubs, NOAD en RKTVV, op in FC Tilburg.

## Competitieresultaten 1922–2017
| 2 3D |

| 1 3C |

| 3 2B |

| 5 2A |

| 2 2B |

| 1 2A |

| 8 |

| 8 |

| 8 |

| 6 |

| 7 |

| 4 |

| 2 |

| 3 |

| 4 |

| 5 |

| 5 |

| 7 |

| 7 |

| 2 |

| 7 |

| 2 |

| 1 |

|  |

| 3 |

| 5 |

| 8 |

| 10 |

| 4 |

| 6 1D |

| 13 1D |

| 10 1C |

| 10 1C |

| 10 A |

| 9 B |

| 3 B |

| 9 A |

| 7 A |

| 7 A |

| 9 |

| 12 |

| 14 B |

| 16 B |

| 15 B |

| 2 2A |

| 2 2A |

| 7 2B |

| 10 2B |

| 6 2B |

| 2 2B |

| 7 2B |

| 8 2A |

| 2 2A |

| 1 1E |

| 11 C |

| 7 C |

| 5 C |

| 7 C |

| 4 C |

| 11 C |

| 4 C |

| 6 C |

| 2 C |

| 11 C |

| 8 C |

| 8 C |

| 4 C |

| 5 C |

| 4 C |

| 11 C |

| 6 C |

| 5 C |

| 2 C |

| 14 C |

| 12 1E |

| 4 2E |

| 5 2E |

| 5 2E |

| 3 2E |

| 7 2E |

| 4 2F |

| 2 2F |

| 8 2E |

| 10 2E |

| 1 3B |

| 2 2E |

| 1 1C |

| 14 B |

| 8 1C |

| 9 1C |

| 5 1C |

| 6 1C |

| 4 1C |

| 14 1C |

| 14 2E |

| 4 3C |

| Eerste Klasse (profniveau) | Tweede divisie | Hoofdklasse | Eerste klasse | Tweede klasse | Derde klasse |

In elke staaf van de grafiek staat van boven naar beneden vermeld: 
- Eindnotering

Dit is de positie die de club heeft bereikt in de competitie, zonder eventuele beslissings-, play-off- of nacompetitiewedstrijden die nodig zijn geweest om bijvoorbeeld de kampioen van de competitie te bepalen.
Indien een * achter het getal staat is de notering een tussenstand en kan het zijn dat de notering niet overeenkomt met de uiteindelijke eindstand van de competitie.
Staat er een - dan is het seizoen nog bezig en is er geen definitieve uitslag bekend.
Staat er xx op de positie van de notering, dan heeft de club vroegtijdig de competitie verlaten. Dit kan onder andere komen door terugtrekking van het team, faillissement van de club of door een uitgedeelde straf van de KNVB. In veel gevallen staat elders in het artikel de reden vermeld.
Staat er een ? dan is het resultaat uit het verleden onbekend, en is alleen de competitie of het niveau bekend van dat seizoen.
In de seizoenen 2019/20 en 2020/21 werd wegens de coronacrisis het amateurvoetbal afgebroken. Daardoor kennen deze staven geen eindklassering (middels -- weergegeven).
- Competitieniveau en afdelingsletter of Officiële eindstand Eredivisie
  - Competitieniveau en afdelingsletter

Hierbij geeft het getal het niveau weer, dat ook terug te vinden is in de legenda. De letter is de afdelingsaanduiding en wordt gebruikt wanneer er meer afdelingen zijn op hetzelfde niveau. De afdelingsletter is altijd een hoofdletter en wordt meestal zonder nummer gebruikt.
Voorbeeld: 2F is niveau 2e klasse competitie F.
Het competitieniveau en nummer wordt niet vermeld wanneer er slechts één competitie van dit niveau was.
  - Officiële eindstand Eredivisie (getal staat tussen haakjes vermeld)

Sinds de introductie van play-offwedstrijden voor Europees voetbal na afloop van de reguliere competitie in 2005/06, is de KNVB verplicht een eindstand van de Eredivisie door te geven aan de UEFA aan de hand van deze play-offwedstrijden.
Bij deze eindstand staan clubs die zich hebben gekwalificeerd voor Europees voetbal hoger dan clubs die zich niet wisten te kwalificeren. Indien er geen verschil was tussen de eindnotering en de officiële eindstand, staat dit getal niet vermeld.

- Onderafdeling

Hier staat afgekort de naam van de onderafdeling indien de club in dat jaar in een onderafdeling uitkwam. Tevens staat deze afkorting in de legenda en wordt gelinkt naar het artikel over deze onderafdeling. Deze afkorting wordt alleen vermeld wanneer de club in het verleden in verschillende onderafdelingen heeft gespeeld. Deze vermelding is in de staaf altijd in kleine letters. Deze onderafdelingen zijn na het seizoen 1995/96 afgeschaft. Heeft de club in slechts één onderafdeling gespeeld, dan is dit alleen terug te vinden in de legenda.
Onder de staaf staat het jaartal vermeld waarin het seizoen is afgesloten. 15 verwijst naar het seizoen 2014/15 of eventueel het seizoen 1914/15.
Wanneer een staaf leeg is, zijn deze gegevens niet bekend. Het kan ook zijn dat de club dat seizoen niet heeft meegespeeld op het hogere amateurniveau, vroegtijdig de competitie heeft verlaten of uit de competitie is gezet.

In het seizoen 1944/45 was er wegens de Tweede Wereldoorlog geen regulier competitievoetbal.

## Betaald voetbal

### Seizoensoverzichten
| Resultaten van LONGA sinds de toetreding in het betaald voetbal in 1954 | Resultaten van LONGA sinds de toetreding in het betaald voetbal in 1954 | Resultaten van LONGA sinds de toetreding in het betaald voetbal in 1954 | Resultaten van LONGA sinds de toetreding in het betaald voetbal in 1954 | Resultaten van LONGA sinds de toetreding in het betaald voetbal in 1954 | Resultaten van LONGA sinds de toetreding in het betaald voetbal in 1954 | Resultaten van LONGA sinds de toetreding in het betaald voetbal in 1954 | Resultaten van LONGA sinds de toetreding in het betaald voetbal in 1954 | Resultaten van LONGA sinds de toetreding in het betaald voetbal in 1954 | Resultaten van LONGA sinds de toetreding in het betaald voetbal in 1954 | Resultaten van LONGA sinds de toetreding in het betaald voetbal in 1954 | Resultaten van LONGA sinds de toetreding in het betaald voetbal in 1954 | Resultaten van LONGA sinds de toetreding in het betaald voetbal in 1954                                                                             |
| Seizoen                                                                 | Competitie                                                              | Competitie                                                              | Competitie                                                              | Competitie                                                              | Competitie                                                              | Competitie                                                              | Competitie                                                              | Competitie                                                              | Competitie                                                              | Kwalificatie                                                            | KNVB beker                                                              | Bijzonderheid |
| Seizoen                                                                 | Divisie                                                                 | GW                                                                      | W                                                                       | G                                                                       | V                                                                       | PNT                                                                     | DV                                                                      | DT                                                                      | POS                                                                     | Kwalificatie                                                            | KNVB beker                                                              | Bijzonderheid |
| ----------------------------------------------------------------------- | ----------------------------------------------------------------------- | ----------------------------------------------------------------------- | ----------------------------------------------------------------------- | ----------------------------------------------------------------------- | ----------------------------------------------------------------------- | ----------------------------------------------------------------------- | ----------------------------------------------------------------------- | ----------------------------------------------------------------------- | ----------------------------------------------------------------------- | ----------------------------------------------------------------------- | ----------------------------------------------------------------------- | --- |
| 1954/55                                                                 | Eerste klasse D                                                         | 10                                                                      | 4                                                                       | 2                                                                       | 4                                                                       | 10                                                                      | 17                                                                      | 23                                                                      | 6e                                                                      | –                                                                       | Geen bekertoernooi                                                      | LONGA treedt toe tot het betaald voetbal De competitie werd na de fusie van de KNVB en de NBVB niet afgemaakt. Alle teams werden opnieuw ingedeeld. |
| 1954/55                                                                 | Eerste klasse A                                                         | 26                                                                      | 10                                                                      | 3                                                                       | 13                                                                      | 23                                                                      | 55                                                                      | 65                                                                      | 10e                                                                     | Eerste klasse                                                           | Geen bekertoernooi                                                      | LONGA treedt toe tot het betaald voetbal De competitie werd na de fusie van de KNVB en de NBVB niet afgemaakt. Alle teams werden opnieuw ingedeeld. |
| 1955/56                                                                 | Eerste klasse B                                                         | 26                                                                      | 7                                                                       | 9                                                                       | 10                                                                      | 23                                                                      | 41                                                                      | 47                                                                      | 9e                                                                      | Tweede divisie                                                          | Geen bekertoernooi                                                      | |
| 1956/57                                                                 | Tweede divisie B                                                        | 28                                                                      | 16                                                                      | 5                                                                       | 7                                                                       | 37                                                                      | 56                                                                      | 33                                                                      | 3e                                                                      | –                                                                       | 1e ronde                                                                | – |
| 1957/58                                                                 | Tweede divisie A                                                        | 26                                                                      | 8                                                                       | 7                                                                       | 11                                                                      | 23                                                                      | 39                                                                      | 43                                                                      | 9e                                                                      | –                                                                       | 3e ronde                                                                | – |
| 1958/59                                                                 | Tweede divisie A                                                        | 28                                                                      | 14                                                                      | 2                                                                       | 12                                                                      | 30                                                                      | 57                                                                      | 52                                                                      | 7e                                                                      | –                                                                       | 1e ronde                                                                | – |
| 1959/60                                                                 | Tweede divisie A                                                        | 22                                                                      | 5                                                                       | 10                                                                      | 7                                                                       | 20                                                                      | 43                                                                      | 42                                                                      | 7e                                                                      | –                                                                       | Geen bekertoernooi                                                      | – |
| 1960/61                                                                 | Tweede divisie                                                          | 34                                                                      | 15                                                                      | 6                                                                       | 13                                                                      | 36                                                                      | 78                                                                      | 76                                                                      | 9e                                                                      | –                                                                       | Groepsfase                                                              | – |
| 1961/62                                                                 | Tweede divisie                                                          | 28                                                                      | 7                                                                       | 10                                                                      | 11                                                                      | 24                                                                      | 37                                                                      | 47                                                                      | 12e                                                                     | –                                                                       | 1e ronde                                                                | Beslissingswedstrijd (12e/13e plaats) tegen Zwolsche Boys (4–1)                                                                                     |
| 1962/63                                                                 | Tweede divisie B                                                        | 32                                                                      | 11                                                                      | 3                                                                       | 18                                                                      | 25                                                                      | 66                                                                      | 81                                                                      | 14e                                                                     | –                                                                       | 2e ronde                                                                | – |
| 1963/64                                                                 | Tweede divisie B                                                        | 30                                                                      | 4                                                                       | 4                                                                       | 22                                                                      | 12                                                                      | 35                                                                      | 95                                                                      | 16e                                                                     | Nacompetitie                                                            | 1e ronde                                                                | Degradatiewedstrijd tegen EDO (2–3) |
| 1964/65                                                                 | Tweede divisie B                                                        | 28                                                                      | 3                                                                       | 7                                                                       | 18                                                                      | 13                                                                      | 34                                                                      | 79                                                                      | 15e                                                                     | Nacompetitie                                                            | 1e ronde                                                                | Degradatiewedstrijd tegen 't Gooi (1–1) LONGA keert vrijwillig terug naar de amateurs                                                               |

### Topscorers
- 1954/55:  Cees van Hout (4)
0000000  Harrie de Kort (4)
- 0000000  Lambert de Kort (12)
- 1955/56:  Fer Hesselberth (9)
- 1956/57:  Fer Hesselberth (15)
- 1957/58:  Henk Zieltjens (10)
- 1958/59:  Henk Zieltjens (10)
- 1959/60:  Jan Meijer (16)
- 1960/61:  Jan Meijer (30)
- 1961/62:  Jan Meijer (13)
- 1962/63:  Jef Maas (18)
- 1963/64:  Jef Maas (6)
0000000  Jan Meijer (6)
- 1964/65:  Louis de Zwart (7)

### Trainers
- 1929–1937:  Joop Klein Wentink
- 1937–1940:  Charles Jackson
- 1940–1944:  Tinus van Houtum
- 1946–1948:  Jean Coomans
- 1948–1950:  Fred Fitton
- 1950–1954:  Eef Ruisch
- 1954–1956: Geen trainer
- 1956–1957:  Huub de Leeuw
- 1957–1958:  Friedrich Donenfeld
- 1958–1960:  Frans de Kok
- 1960–1962:  Frans de Kok & Huub de Leeuw
- 1962–1963:  Arend Koolen
- 1963–0000:  Huub de Leeuw
- 1963–1964:  Coen Delsen (a.i.)
- 0000–1964:  Wim Engel
- 1964–1965:  Arend Koolen

## Bekende oud-spelers

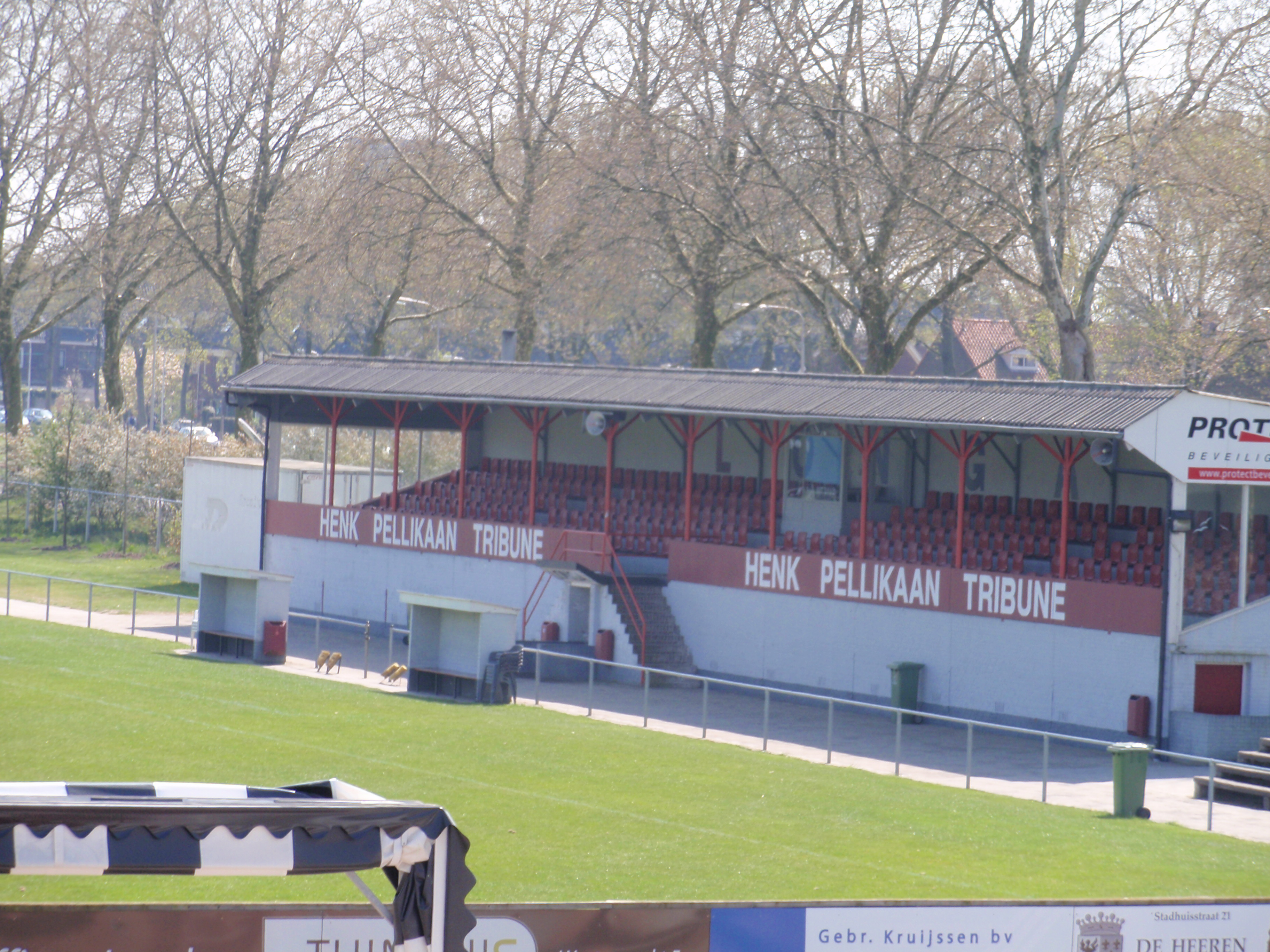
De naar oud-speler en -international Henk Pellikaan vernoemde tribune

- Jan van Roessel (Willem II, Nederlands elftal)
- Henk Pellikaan, dertienvoudig international
- Leo Ghering, negenvoudig international
- Jo van den Hoven, eenmalig international
- Bud Brocken (Willem II, Birmingham City, FC Groningen, FC Den Bosch)
- Jim van Fessem (Willem II, Vitesse, ADO Den Haag, BV De Graafschap)
- Frits Louer (één week lid, eredivisie met NOAD en Willem II)
- Fons Mallien (Willem II)
- Frank van Straalen (Willem II)
- Rein van Duijnhoven (Willem II, VfL Bochum, MVV, Helmond Sport)

## Voetnoten
Gudok · Jong Brabant · Merlijn · OVC '26 · SV Reeshof · Sarto · VV SVG · SvSSS · FC Tilburg · VCB · RKSV Were Di · Willem II (amateurs/profs/vrouwen) · WSJ · SC 't Zand · ZIGO

Voormalige: KS Broekhoven · LONGA · NOAD · SV Nordea · SC Olympus · Ons Vios · RKTVV · SV Triborgh - RKSV Velocitas'31 - V.V. TAC